# Dailly
Dailly (Dail Mhaol Chiarain in lingua gaelica scozzese) è una località della Scozia, situata nell'area di consiglio di Ayrshire Meridionale.